# Sistema monoclino

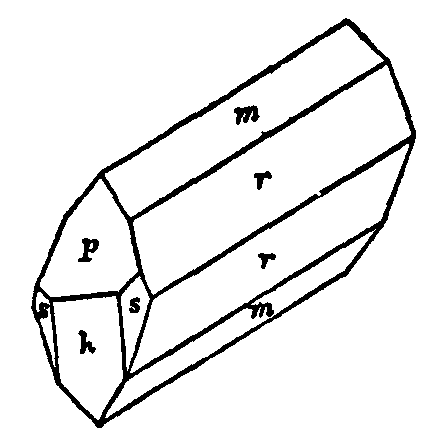
Cristallo monoclino

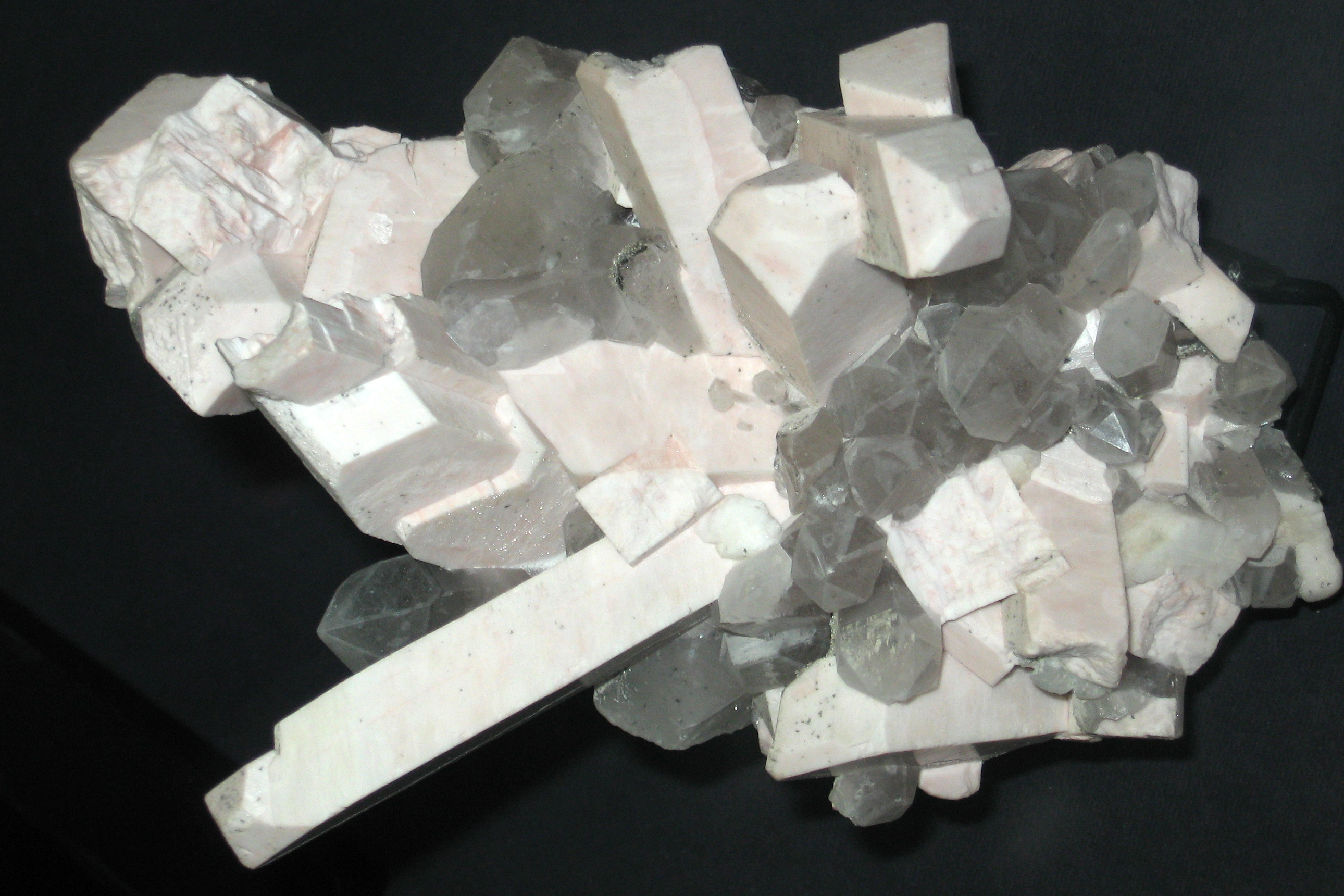
Un esempio di cristallo monoclino.

Il sistema monoclino è uno dei sistemi utilizzati per la classificazione dei minerali in base al loro grado di simmetria.
Il sistema monoclino è caratterizzato dall'avere un solo asse binario ed un solo piano di simmetria. Un sistema cristallino è descritto da tre vettori. Nel sistema monoclinico, il cristallo è descritto da vettori di lunghezze disuguali, come nel sistema ortorombico. Infatti, la croce assiale è formata da assi di lunghezza diversa, un asse è perpendicolare al piano formato dagli altri due che tra loro formano angoli diversi da 90°. Al sistema monoclino appartengono le classi 2, m e 2/m.